# Chrotomys whiteheadi
Chrotomys whiteheadi е вид гризач от семейство Мишкови (Muridae). Видът не е застрашен от изчезване.

## Разпространение и местообитание
Разпространен е във Филипини.
Обитава гористи местности, планини, възвишения, градини и ливади в райони с тропически и субтропичен климат, при средна месечна температура около 23,2 градуса.

## Описание
На дължина достигат до 17,3 cm, а теглото им е около 152 g.